# HD 94717
HD 94717 eller HR 4268, är en ensam stjärna i mellersta delen av stjärnbilden Kameleonten. Den har en skenbar magnitud av ca 6,34 och är mycket svagt synlig för blotta ögat där ljusföroreningar ej förekommer. Baserat på parallax enligt Gaia Data Release 3 på ca 1,9 mas, beräknas den befinna sig på ett avstånd på ca 1 750 ljusår (ca 535 parsek) från solen. Den rör sig bort från solen med en heliocentrisk radialhastighet på ca 3,4 km/s. Stjärnans luminositet är minskad med 0,62 magnitud på grund av interstellärt stoft.

## Egenskaper
HD 94717 är en orange till röd jättestjärna av spektralklass K2 II/III, som har drag av både jätte och ljusstark jätte i dess spektrum. Den har en massa som är ca 6,3 solmassor, en radie som är ca 78 solradier och har ca 1 850 gånger solens utstrålning av energi från dess fotosfär vid en effektiv temperatur av ca 4 400 K.